# Alicja Dąbrowska (polityk)
Alicja Dąbrowska z domu Kapturkiewicz (ur. 28 czerwca 1956 w Ostrowcu Świętokrzyskim) – polska polityk, lekarka i samorządowiec, posłanka na Sejm VI, VII i VIII kadencji.

## Życiorys
Jest córką Jana i Ireny. Ukończyła w 1981 studia na I Wydziale Lekarskim Akademii Medycznej w Warszawie (z dyplomem lekarza medycyny). W 2005 została absolwentką studiów podyplomowych z marketingu i zarządzania w Wyższej Szkole Menedżerskiej w Warszawie. Specjalistka w zakresie chorób wewnętrznych, podjęła praktykę w zawodzie lekarza w Warszawie.
W latach 2002–2007 była radną dzielnicy Praga-Północ, od 2006 do 2007 pełniła funkcję przewodniczącej tej rady. W wyborach parlamentarnych w 2007 została wybrana na posła z listy Platformy Obywatelskiej. Kandydując w okręgu warszawskim, otrzymała 2885 głosów. W wyborach w 2011 z powodzeniem ubiegała się o reelekcję, dostała 4622 głosy. Bezskutecznie kandydowała w wyborach do Parlamentu Europejskiego w 2014. W Sejmie pracowała m.in. w Komisji Zdrowia, była przewodniczącą Parlamentarnego Zespołu ds. Onkologii oraz Parlamentarnego Zespołu ds. Stwardnienia Rozsianego. W wyborach w 2015 nie uzyskała poselskiej reelekcji. W 2019 uzyskała możliwość objęcia mandatu posłanki VIII kadencji w miejsce Andrzeja Halickiego, na co wyraziła zgodę. W tym samym roku nie została ponownie wybrana w kolejnych wyborach. Również w 2023 bez powodzenia kandydowała do Sejmu z ramienia Koalicji Obywatelskiej.
Objęła stanowisko dyrektora Samodzielnego Zespołu Publicznych Zakładów Lecznictwa Otwartego Warszawa-Mokotów. W 2024 z listy KO uzyskała mandat radnej Sejmiku Województwa Mazowieckiego.